# Karen (nació)

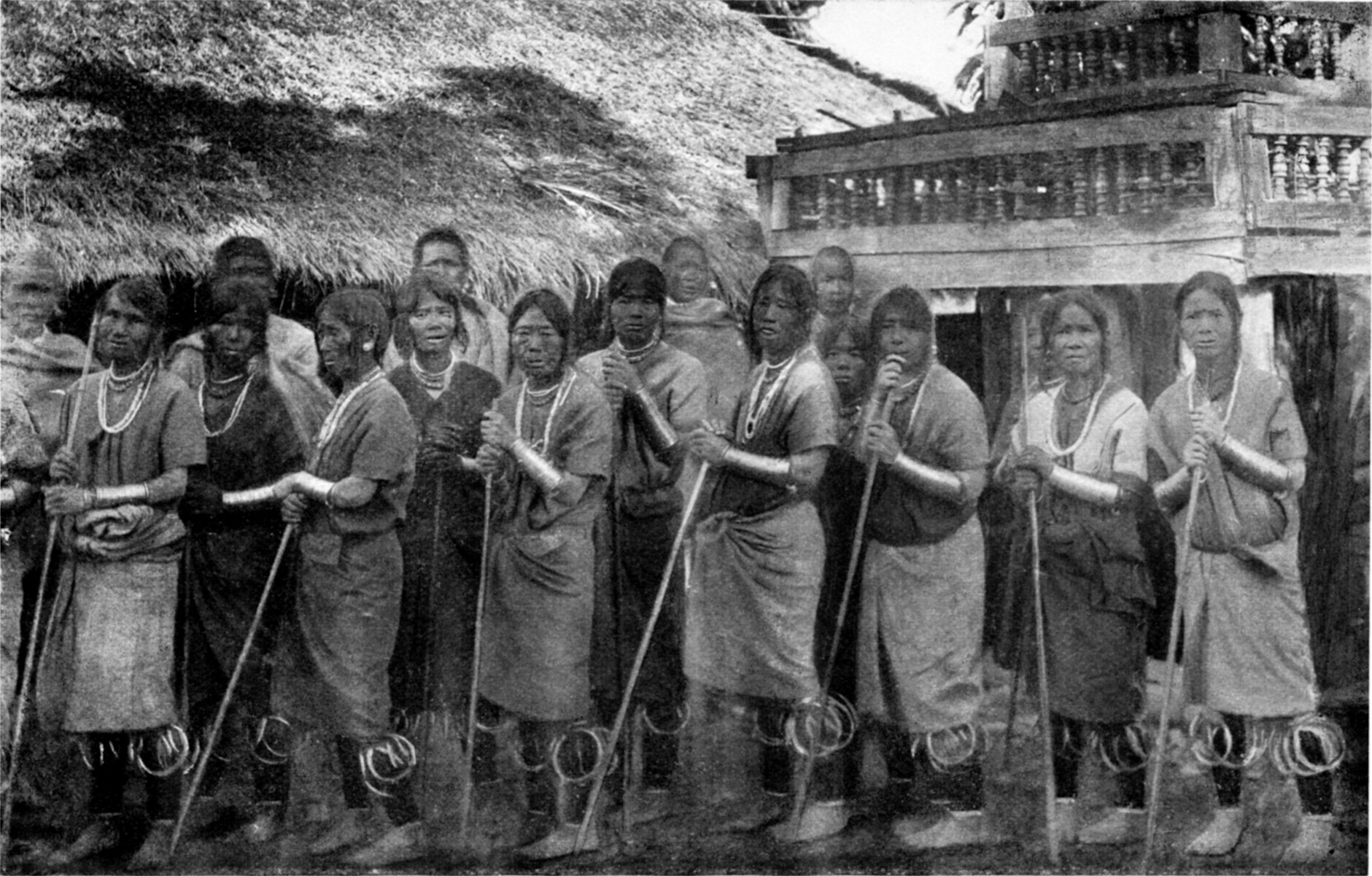
Grup de dones karen

Els Karen són una ètnia de Birmània, emigrats a aquest país des del sud-est de la Xina en temps prehistòrics, segurament abans dels shans i que els birmans. Les seves grans divisions són:
- S'gaw
- Pwo
- Karenni (Karens vermells)
- Karens blancs
- Paku

Tots els grups viuen al sud i sud-est de Birmània a diverses províncies, i principalment al nord i est dels mons, i formen una part considerable de la població; cada grup parla el seu dialecte. La majoria són cristians però una bona part són budistes.

## Orígens
Les llegendes dels Karen fan referència a un "riu de sorra" que suposadament van creuar els ancestre. Molts Karen creuen que aquest "riu" fa referència al Desert del Gobi, malgrat haver viscut durant segles a Birmània. Els karen són el tercer grup humà més gran de Myanmar, després dels bamar i els shan.
El terme "Karen" és un terme general que es refereix a un grup heterogeni dels grups ètnics que no comparteixen ni una llengua comuna, ni la cultura, ni la religió. La identitat pan-Karen és de creació relativament moderna, establerta cap a l'any 1800, amb la conversió d'alguns karen al cristianisme i de pràctiques de colonials britàniques d'introducció al cristianisme.
"Karen" és un anglicanisme del terme birmà "Kayin", l'etimologia del qual no queda clara. La paraula, que era originàriament despectiva en referència a les ètnies budistes, podia venir del Mon, o és una corrupció de Kanyan, el nom d'una civilització perduda.
En els temps pre-colonials, els birmans de baixa altitud i la gent de parla Mon, reconeixen dues categories de karen, els Talaing Kayin, els reconeguts com a colons i essencials en la vida cortesana Mon, i els Bama Kayin, muntanyencs que estaven subordinats als Bamar.
Les guerrilles karen de Myanmar van emprar nenes soldat.